# Baśń o ludziach stąd

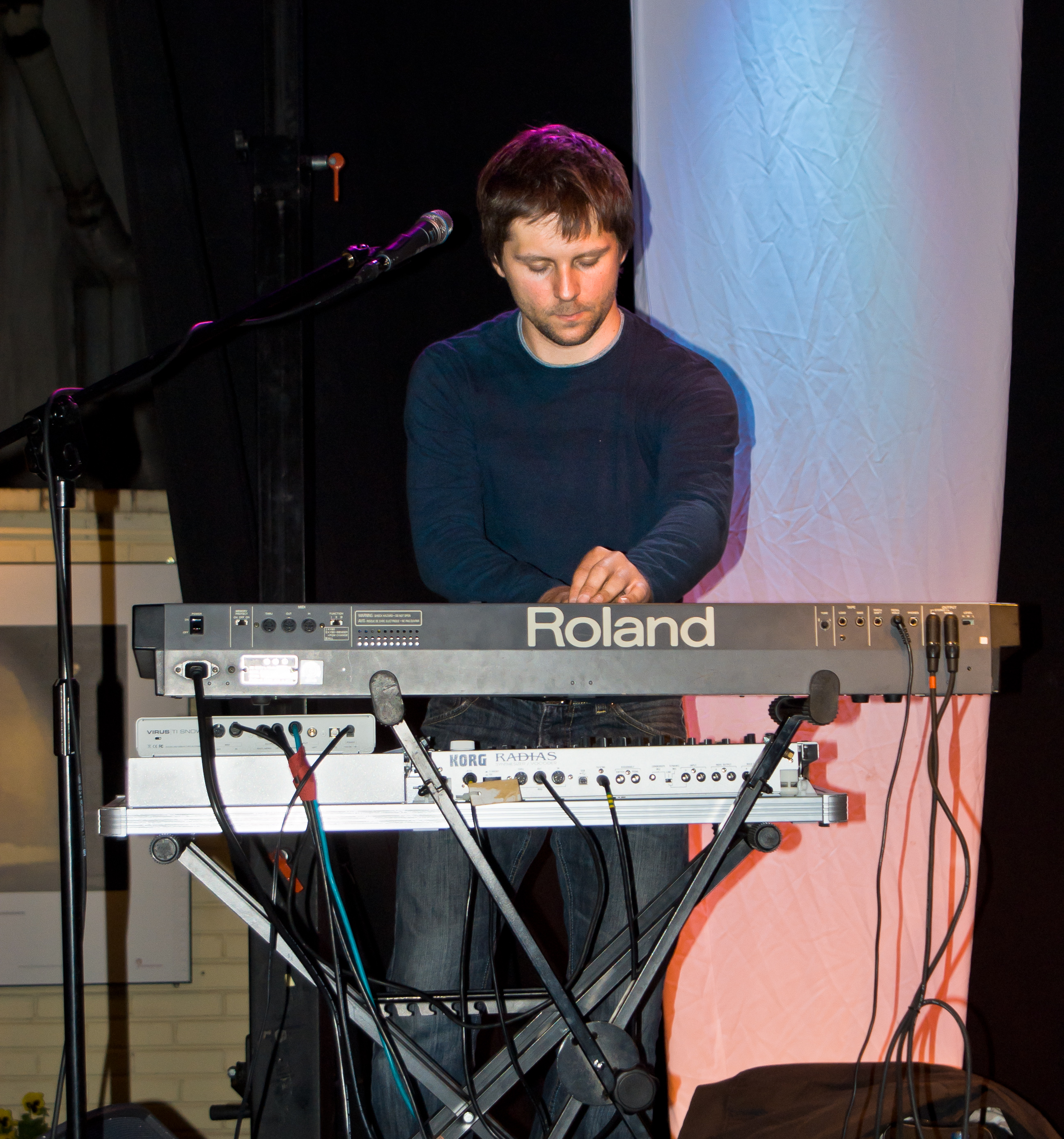
Bartłomiej Lewczuk, twórca muzyki do filmu Baśń o ludziach stąd

Baśń o ludziach stąd – polska niskobudżetowa komedia wyprodukowana przez wytwórnię A’Yoy w 2003 roku. Reżyserem filmu jest Władysław Sikora, znany z występów w kabarecie Potem. Budżet filmu wyniósł 20 tys. zł. Film trwa 74 minuty.
W filmie występują: Stanisław Tym (widoczny w kadrach zawsze od tyłu), Maciej Stuhr, Władysław Sikora, Sylwester Chęciński, Joanna Kołaczkowska oraz wiele osób związanych z polskim kabaretem, w szczególności kabaretem zielonogórskim, tzw. Zielonogórskim Zagłębiem Kabaretowym. Film był głównie kręcony na zielonogórskim deptaku, w nieczynnej fabryce Polskiej Wełny oraz na wysypisku śmieci w pobliskiej Raculi. Muzykę do filmu skomponował, nagrał i wyprodukował Bartłomiej Lewczuk.
Pierwotna wersja filmu powstała w roku 2000. Jedyna kopia po kilku pokazach zaginęła.
Baśń o ludziach stąd zdobyła główną nagrodę na 2. Festiwalu Kina Niezależnego organizowanym przez TVP2 oraz na 2. Konkursie Kina Niezależnego w Kazimierzu Dolnym. Film wszedł do kin 27 lutego 2003 roku i został wydany na DVD.

## Obsada
- Maciej Stuhr − Mirosław „Newton”
- Małgorzata Szapował − Natalia
- Stanisław T. − Prezes
- Joanna Kołaczkowska − Żulietta
- Robert Górski − Kolumb
- Artur Walaszek − Otello
- Agnieszka Litwin − Romuald
- Wojciech Kowalski − Hektor
- Janusz Rewers − Richelieu
- Wojciech Kamiński − Szkarłatny Leon
- Sławomir Kaczmarek − Sylwester
- Katarzyna Sobieszek − żona Sylwestra
- Katarzyna Piasecka − nachalna statystka
- Tomasz Marciniak − nachalny statysta
- Kamil Piróg − nachalny statysta
- Adam Pernal − filozof
- Władysław Sikora − filozof
- Radosław Pająk − Parys
- Tato Magier − Jurand
- Anna Osińska − Carmensita
- Dariusz Kamys − celnik
- Aneta Bryś − anioł w wizji Romualda
- Kaja Dryńska − anioł w wizji Romualda
- Anna Kaczmarska − anioł w wizji Romualda
- Bogdan Zarański − kolega Parysa
- Celina Czarnecka − narzeczona
- Jarosław Marek Sobański − narzeczony
- Małgorzata Czyżycka − żulka
- Maciej Iwaszków − łysy troll
- Jarosław Jaros − pijak
- Janusz Klimenko − żul
- Tomasz Kowalski − żul walący klapą
- Marcin Król − kulawy troll
- Bartłomiej Lewczuk − żul
- Tomasz Łupak − policjant
- Adam Magier − policjant
- Przemysław Żejmo − żul z dyplomem
- Marzena Morawiec − żulka
- Ewa Stasiewicz − żulka
- Michał Zenkner − troll
- Piotr Orlak − troll
- Damian Munko − troll
- Maciej Obuchowicz − troll
- Tomasz Bojanowski − troll
- Jacek Katarzyński − troll
- Mirosław Olszewski − troll
- Zygi Stardast − troll
- Dawid Żółkiewski − grajek na dachu
- Stanisław Wojciechowski − żul
- Leszek Jenek − mężczyzna w Tam
- Sylwester Chęciński − właściciel firmy transportowej

### Pierwsza wersja filmu
- Krzysztof Kulpiński − Kolumb
- Grzegorz Halama − Hektor
- Krzysztof Kołaczkowski − Prezes; filozof
- Wacław Sikora − ojciec